# CART World Series 2003
Le championnat 2003 de CART a été remporté par le Canadien Paul Tracy. En raison de la banqueroute du CART, le championnat a pris l'année suivante le nom de Champ Car.

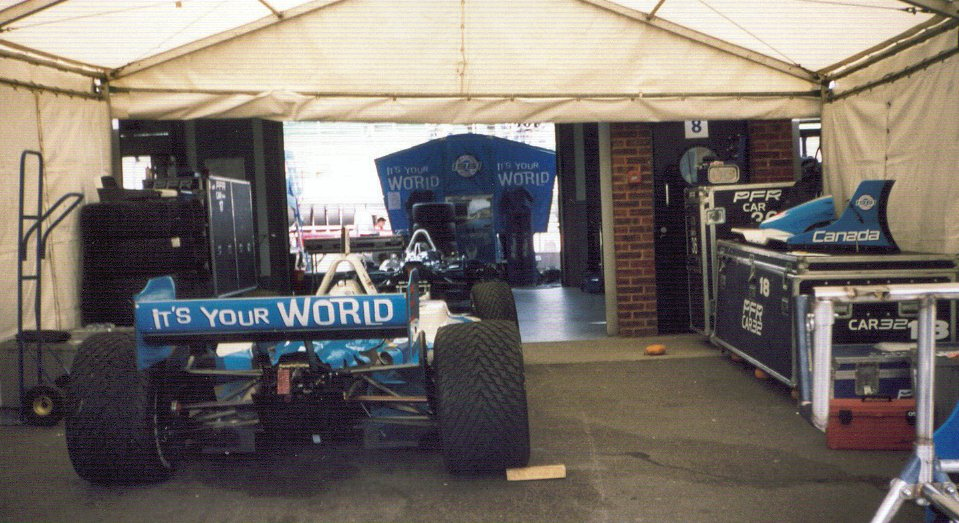
La monoplace de Patrick Carpentier dans son garage à Brands Hatch lors du Grand Prix de Grande-Bretagne de Champ Car.

## Engagés
| Écurie                         | Châssis | Moteur   | Pneus       | N°    | Pilote                                 |
| ------------------------------ | ------- | -------- | ----------- | ----- | -------------------------------------- |
| Newman/Haas Racing             | Lola    | Cosworth | Bridgestone | 1     | Bruno Junqueira                        |
| Newman/Haas Racing             | Lola    | Cosworth | Bridgestone | 2     | Sébastien Bourdais                     |
| Forsythe Racing                | Lola    | Cosworth | Bridgestone | 3     | Paul Tracy                             |
| Forsythe Racing                | Lola    | Cosworth | Bridgestone | 32    | Patrick Carpentier                     |
| American Spirit Team Johansson | Reynard | Cosworth | Bridgestone | 12    | Jimmy Vasser                           |
| American Spirit Team Johansson | Reynard | Cosworth | Bridgestone | 31    | Ryan Hunter-Reay                       |
| Team Rahal                     | Lola    | Cosworth | Bridgestone | 9     | Michel Jourdain Jr.                    |
| Conquest Racing                | Reynard | Cosworth | Bridgestone | 34    | Mario Haberfeld                        |
| Herdez Competition             | Lola    | Cosworth | Bridgestone | 4     | Roberto Moreno Roberto Gonzalez        |
| Herdez Competition             | Lola    | Cosworth | Bridgestone | 55    | Mario Dominguez                        |
| Fittipaldi-Dingman Racing      | Reynard | Cosworth | Bridgestone | 7     | Tiago Monteiro                         |
| Walker Racing                  | Reynard | Cosworth | Bridgestone | 5     | Rodolfo Lavin                          |
| Walker Racing                  | Reynard | Cosworth | Bridgestone | 15    | Darren Manning                         |
| Walker Racing                  | Reynard | Cosworth | Bridgestone | 25    | Luis Díaz                              |
| PK Racing                      | Lola    | Cosworth | Bridgestone | 9/27  | Patrick Lemarié                        |
| PK Racing                      | Lola    | Cosworth | Bridgestone | 27    | Bryan Herta Max Papis Mika Salo        |
| Patrick Racing                 | Lola    | Cosworth | Bridgestone | 20    | Oriol Servia                           |
| Dale Coyne Racing              | Lola    | Cosworth | Bridgestone | 11    | Roberto Gonzalez Alex Yoong Geoff Boss |
| Dale Coyne Racing              | Lola    | Cosworth | Bridgestone | 11/19 | Gualter Salles                         |
| Dale Coyne Racing              | Lola    | Cosworth | Bridgestone | 19    | Joël Camathias Alex Sperafico          |
| Rocketsports Racing            | Lola    | Cosworth | Bridgestone | 33    | Alex Tagliani                          |
| Fernández Racing               | Lola    | Cosworth | Bridgestone | 51    | Adrián Fernández                       |

## Courses 2003
| N° | Date         | Épreuve                | Vainqueur           | Écurie             |
| -- | ------------ | ---------------------- | ------------------- | ------------------ |
| 1  | 23 février   | GP de St. Petersburg   | Paul Tracy          | Forsythe Racing    |
| 2  | 23 mars      | GP de Monterrey        | Paul Tracy          | Forsythe Racing    |
| 3  | 13 avril     | GP de Long Beach       | Paul Tracy          | Forsythe Racing    |
| 4  | 5 mai        | GP de Grande-Bretagne  | Sébastien Bourdais  | Newman/Haas Racing |
| 5  | 11 mai       | GP d'Allemagne         | Sébastien Bourdais  | Newman/Haas Racing |
| 6  | 31 mai       | GP de Milwaukee        | Michel Jourdain Jr. | Team Rahal         |
| 7  | 17 juillet   | GP de Monterey         | Patrick Carpentier  | Forsythe Racing    |
| 8  | 22 juin      | GP de Portland         | Adrián Fernández    | Fernández Racing   |
| 9  | 5 juillet    | GP de Cleveland        | Sébastien Bourdais  | Newman/Haas Racing |
| 10 | 13 juillet   | GP de Toronto          | Paul Tracy          | Forsythe Racing    |
| 11 | 27 juillet   | GP de Vancouver        | Paul Tracy          | Forsythe Racing    |
| 12 | 3 août       | GP d'Elkhart Lake      | Bruno Junqueira     | Newman/Haas Racing |
| 13 | 10 août      | GP de Mid-Ohio         | Paul Tracy          | Forsythe Racing    |
| 14 | 24 août      | GP de Montréal         | Michel Jourdain Jr. | Team Rahal         |
| 15 | 31 août      | GP de Denver           | Bruno Junqueira     | Newman/Haas Racing |
| 16 | 28 septembre | GP de Miami            | Mario Dominguez     | Herdez Competition |
| 17 | 12 octobre   | GP de Mexico           | Paul Tracy          | Forsythe Racing    |
| 18 | 26 octobre   | GP de Surfers Paradise | Ryan Hunter-Reay    | AS Team Johansson  |

Note: Prévue le 9 novembre sur l'ovale de Fontana en Californie, la dernière manche de la saison a été annulée en raison des incendies ravageant le sud de la Californie. Cette annulation n'a pas eu de conséquences sur la lutte pour le titre, mathématiquement déjà acquis à Paul Tracy depuis sa victoire à Mexico.

## Classement du championnat
| Classement | Pilote              | Pays        | Écurie                         | Nombre de points |
| ---------- | ------------------- | ----------- | ------------------------------ | ---------------- |
| 1er        | Paul Tracy          | Canada      | Forsythe Racing                | 226              |
| 2e         | Bruno Junqueira     | Brésil      | Newman/Haas Racing             | 199              |
| 3e         | Michel Jourdain Jr. | Mexique     | Team Rahal                     | 195              |
| 4e         | Sébastien Bourdais  | France      | Newman/Haas Racing             | 159              |
| 5e         | Patrick Carpentier  | Canada      | Forsythe Racing                | 146              |
| 6e         | Mario Dominguez     | Mexique     | Herdez Competition             | 118              |
| 7e         | Oriol Servia        | Espagne     | Patrick Racing                 | 108              |
| 8e         | Adrián Fernández    | Mexique     | Fernandez Racing               | 105              |
| 9e         | Darren Manning      | Royaume-Uni | Walker Racing                  | 103              |
| 10e        | Alex Tagliani       | Canada      | Rocketsports                   | 97               |
| 11e        | Jimmy Vasser        | États-Unis  | American Spirit Team Johansson | 72               |
| 12e        | Mario Haberfeld     | Brésil      | Conquest Racing                | 71               |
| 13e        | Roberto Moreno      | Brésil      | Herdez Competition             | 67               |
| 14e        | Ryan Hunter-Reay    | États-Unis  | American Spirit Team Johansson | 64               |
| 15e        | Tiago Monteiro      | Portugal    | Fittipaldi-Dingman Racing      | 29               |
| 16e        | Mika Salo           | Finlande    | PK Racing                      | 26               |
| 17e        | Max Papis           | Italie      | PK Racing                      | 25               |
| 18e        | Rodolfo Lavin       | Mexique     | Walker Racing                  | 17               |
| 19e        | Gualter Salles      | Brésil      | Dale Coyne Racing              | 11               |
| 20e        | Geoff Boss          | États-Unis  | Dale Coyne Racing              | 8                |
| 21e        | Patrick Lemarié     | France      | PK Racing                      | 8                |
| 22e        | Joël Camathias      | Suisse      | Dale Coyne Racing              | 6                |
| 23e        | Alex Yoong          | Malaisie    | Dale Coyne Racing              | 4                |
| 24e        | Roberto Gonzalez    | Mexique     | Dale Coyne Racing              | 3                |
| 25e        | Bryan Herta         | États-Unis  | PK Racing                      | 2                |